# Jaroslav Hübš-Javornický
Jaroslav Hübš-Javornický (17. února 1904 – 28. února 1985), uváděný také jako Hybš-Javornický, byl český fotbalový útočník.

## Hráčská kariéra
Ligu hrál za Slavii Praha a AFK/Bohemians AFK Vršovice. Ve Slavii působil v letech 1922–1925, dále byl v Bohemians (1926–1931). Kariéru ukončil na Moravě v klubu Baťa Zlín (1931–1938), kterému pomohl k postupu do nejvyšší soutěže.

### Prvoligová bilance
| Ročník             | Zápasy | Góly | Minuty | Klub                   |
| ------------------ | ------ | ---- | ------ | ---------------------- |
| I. liga 1925/26    | 1      | 1    | –      | SK Slavia Praha        |
| I. liga 1925/26    | 12     | 5    | –      | AFK Vršovice           |
| I. liga 1927/28    | 2      | 0    | –      | Bohemians AFK Vršovice |
| CELKEM I. ČS. LIGA | 15     | 6    | –      |                        |